# ジェーニャ (声優)
ジェーニャ（1981年3月22日 - ）は、日本の女性声優、歌手、ラジオパーソナリティ。ロシア出身で、アニメ作品制作におけるロシア語指導やロシア文化考証も請け負う。本名はイヴギェーニヤ・ダヴィデューク（露: Евгения Давидюк / Yevgeniya Davidyuk）で、日本語メディアではエフゲニヤ・ダビデュクと片仮名表記されることもある。

## 概要

### 来歴
1981年3月22日、ダヴィデューク家、一男一女の長子として出生。ウクライナ人とのハーフ。
ジェーニャ（Женя）とはイヴギェーニヤおよびその男性形・イヴギェーニイ（Евгений）の愛称形である。ロシア語監修と作詞の時は「Jenya」表記でクレジットされる事が多い。以前は秋葉いつきという名前で活動していた事もある。
ソビエト連邦（出生当時）・ノヴォシビルスク市出身。ノヴォシビルスク国立経済経営大学IT学部卒業。16歳の時に地元で放送された『美少女戦士セーラームーン』を見て日本アニメの大ファンとなり、1998年頃からアニメに関する日本語Webサイトを立ち上げ、視聴感想や日本語で歌唱したアニソンなどを公開。それが日本でも話題となり、有志の招致によって2002年夏に初来日。秋葉原を訪問できた感動から、ホテルに戻って泣いたという。
その後、声優・歌手になるために2005年から日本に在住。当初は生活するだけで精一杯で、秋葉原のメイド喫茶でのアルバイトやロシア語指導などで生計を立てつつアニメの仕事に関わるようになった。オリジナルCDを発表する傍ら、TV出演など各メディアで活動する。
英語と日本語が得意であり（日本語能力試験N1、TOEIC935点(2016年3月13日)）、実父は、元ロシア軍人で特殊部隊スペツナズ空挺軍に所属、第一次チェチェン紛争服務時（退役時の階級は中佐）に養育を受けたことで軍事面にも明るい。声優だけでなくロシア語監修の立場で作品に携わり、『ラストエグザイル-銀翼のファム-』や実写映画『THE NEXT GENERATION -パトレイバー-』にも参加している。『ラストエグザイル』の会話で使われていた架空のグラキエス語は、実はロシア語で、日本語の台詞をロシア語に翻訳して他の声優と猛特訓した。Macintoshユーザーであり、アキバ系「萌え」からインターネット等IT系まで幅広いオタク系の話題を得意としている。2013年公開の『クレヨンしんちゃん バカうまっ!B級グルメサバイバル!!』では声優としての参加のほかに、敵幹部のキャビアを演じている早見沙織にロシア語指導も行った。2013年11月、CanCam 新生代モデルオーディション ファイナリスト。本人が着飾ると同時にプロデュースし、PR媒体まで仕上げるマルチな才能を持つ。音楽ユニット｢Love solfege｣ゲストVo＆作詞。

### エピソード
『ガールズ&パンツァー』には『ガールズ&パンツァー 劇場版』より参加。プラウダ高校の副司令官「クラーラ」のデザインモチーフキャラともなり、また彼女自身が声優として声を担当している。同作のロシア語指導 および監修もしており、この他にもロシア語指導や監修は『リトルバスターズ!』等いくつかの作品で行っている。
ライブで、ロシア人歌手Origaの『Inner Universe』（『攻殻機動隊 STAND ALONE COMPLEX』の主題歌）を熱唱し、「パトレイバー」押井守総監督も注目した。
2022年放送のテレビアニメ『アキバ冥途戦争』にて初のメインキャラクターを演じる。また、初めて主題歌の歌唱にも参加した。

### 経歴
2010年9月まではメディアフォースに、2014年5月まで81プロデュースに所属。フリーランスの期間を経て、2015年3月1日よりケイハイブ所属。2018年7月1日より2020年10月31日までウェーブマスター所属。

### 人物
ソマリ種の「ミサ」（メス）とアビシニアン種の「ライト」（オス）の2匹の猫を飼っていて、『ウルトラマンX』第18話の「宇宙化猫ムー」の猫声の演技には普段の生活における2匹との会話が活かされたという事である。
2016年11月14日、日本人の一般人男性と結婚したこと、また妊娠していることを自身のブログで発表した。
2017年3月20日、第一子（長女）を出産。長女も子供モデルとして活動しており、時々SNSで長女の画像を公開している。

## 出演
太字はメインキャラクター。

### テレビアニメ
2009年
- 毎日かあさん（ミーシャママ）
- チェブラーシカ あれれ?（ラリースカ）
- にゃんこい!（ロシア猫）

2010年
- 聖痕のクェイサー（女優）

2011年
- プリティーリズム・オーロラドリーム（お嬢様D）
- ラストエグザイル-銀翼のファム-（ウィオラ） - グラキエス語監修も担当

2012年
- ヨルムンガンド PERFECT ORDER（オペレーター）

2013年
- リトルバスターズ!（テロリストB） - ロシア語監修も担当

2014年
- 怪盗ジョーカー（2014年 - 2015年、レディー・ダウト） - 2シリーズ

2015年
- 聖剣使いの禁呪詠唱（エレーナ・アルシャヴィナ〈ロシア語〉）
- Charlotte（治癒の少女）

2016年
- ユーリ!!! on ICE（女性D）
- パンダのたぷたぷ (ゲスト出演)

2017年
- ひなろじ〜from Luck & Logic〜（オペレーター、メイド） - ロシア語監修も担当

2021年
- 逆転世界ノ電池少女（マスクC）

2022年
- アキバ冥途戦争（ゾーヤ）

時期未定
- 魔法少女育成計画 restart（御世方那子）

### OVA
- 聖痕のクェイサー 〜女帝の肖像〜（2010年、ナレーション） - ロシア語監修も担当
- HELLSING（2012年） - ロシア語監修
- ガールズ&パンツァー 最終章（2017年 - 2023年、クラーラ[19]）

### 劇場アニメ
2009年
- ヱヴァンゲリヲン新劇場版:破（ネルフベタニアベース職員） - ロシア語翻訳も担当
- マイマイ新子と千年の魔法

2010年
- チェブラーシカ#2010年版人形アニメ（ラリースカ）

2012年
- 神秘の法（日本人スタッフ）

2013年
- クレヨンしんちゃん バカうまっ!B級グルメサバイバル!!（たこ焼きのミナミ） - ロシア語指導も担当

2015年
- ガールズ&パンツァー 劇場版（クラーラ） - ロシア語指導も担当
- チェブラーシカ 動物園へ行く（ラリースカ）

2022年
- 名探偵コナン ハロウィンの花嫁（女性） - ロシア語監修も担当

### ゲーム
2010年
- クドわふたー（2010年 - 2012年、TASA広報官） - 2作品

2011年
- 武装神姫 BATTLE RONDO（クワガタ型MMS エスパディア）

2012年
- タイムトラベラーズ（みことの女友達 / ユーリャ）
- リトルバスターズ! Converted Edition

2013年
- アンジュ・ヴィエルジュ 〜第2風紀委員ガールズバトル〜（ユリヤ）
- 必殺仕事人〜お仕置きコレクション〜（リサ・エヴェリーナ）

2014年
- 飛鳥山学園組体操（三好夏美、マーリア）
- BREAK雀BURST（アナスタシヤ）

2016年
- 凍京NECRO (出演・監修・指導)
- 蒼き雷霆 ガンヴォルト 爪（ニケー）
- 車なごコレクション（FIAT 500X）

2017年
- ガールズ&パンツァ戦車道大作戦（クラーラ）
- ドラジェネ -聖戦の絆（【甘愛】リャナンシー）
- 世界一難しいギャルゲ アメリア編（アメリア）

2018年
- ガールズ&パンツァー ドリームタンクマッチ（クラーラ）
- 消えた世界と月と少女（主題歌を担当）

2019年
- アッシュアームズ（重戦車 IS-1）

2020年
- 御城プロジェクト:RE〜CASTLE DEFENSE〜（冬宮殿、エカテリーナ宮殿）

2022年
- ドールズフロントライン（AK74M）

2023年
- Victory Belles（Voykov）

2024年
- カルドアンシェル（ミラ）

### ドラマCD
- 店内恋愛（挿入歌、園内アナウンス、サークルコール）
- パーマネント野ばら（フィリピーナB）
- VITA セクスアリス
- ガールズ&パンツァー ドラマCD5 新しい友達ができました！（クラーラ）
- 9つの緋色 （ニコカラ）
- BGMが3曲（城塞都市ケルン1210 ・孤狼の休息 ・蝶を追う猫）
- ガールズ&パンツァーRADIO プラウダ高校、“Огонь”！（2016）
- チェブラーシカ（2018年、ラリースカ[27]）

### ASMR
- 耳ほじ忍法帖～魯西亜くノ一『加密列』不埒な耳穴頂戴します～（2025年、加密列）

### モーションコミック
- 妹はアメリカ人!?（アナ[28]）

### 吹き替え

#### 映画
- アトラクション 制圧（スヴェタ）
- X-MEN:ファースト・ジェネレーション（少女）
- トランスフォーマー/ダークサイド・ムーン（ロシア人女性）

#### ドラマ
- iCarly（スウェーデン語マシン）
- ARROW/アロー シーズン2 #16
- アンネの追憶
- イタズラなKiss（台湾版）（リナ）
- イタズラなKiss〜Miss In Kiss〜（リナ）
- エージェント・カーター（アーニャ/指導）
- NCIS: ニューオーリンズ
- デスパレートな妻たち シーズン6（イリーナ）
- ニュースルーム（旅行客の女/指導）
- メル&ジョー 好きなのはあなたでしょ?（エレーナ）

### 特撮
- ウルトラマンX（2015年、石化魔獣ガーゴルゴンの声、宇宙化猫ムーの声、猫の声[14]）

### その他のテレビ番組
- 2018年06月 TBS「新どうぶつ奇想天外！」3Hスペシャル（ザギトワ役）NA放送
- 2017年11月 TBS「アメージパング！」出演
- 2016年11月 上海TV「ACG」（インタビュー）放送
- 2016年09月 NTV「NEWS every.」（10分特集）放送
- 2016年04月 NHK World「NEWS LINE」（特集）放送
- 2016年02月 AT-X「今宵こんな片隅で…」（ゲスト出演）
- 2015年10月 NTV「なんでもワールドランキング ネプ＆イモトの世界番付」レギュラー
- 2015年10月 AT-X「はにかみ女王 野水伊織のシャイでごめんね」最終回（ゲスト出演）
- 2015年06月 AT-X「はにかみ女王 野水伊織のシャイでごめんね」（ゲスト出演）
- 2015年05月 TX「L4 you！プラス」（街のすごい人特集）
- 2015年04月 EX「女の体当たりリサーチ番組　なぜ？そこ？」
- 2014年07月 CX「スーパーニュース」
- 2014年04月 NTV「ズームイン！！サタデー」
- 2013年04月 NHK Eテレ「テレビでロシア語」第2シリーズレギュラー (2013〜2015)

地上波
- テレビ朝日
  - 『ワイド!スクランブル』 『特集　日本人より「和の心」日本の伝統を守る外国人』出演

- フジテレビジョン
  - 『笑っていいとも!』出演
  - 『夫婦Japan』メインキャスター、レギュラー

- テレビ東京
  - 『テレビチャンピオン2』「外国人アキバ王選手権」出演
  - 『所さんの学校では教えてくれないそこんトコロ!』出演
  - 『YOUは何しに日本へ?』
    - 2016年1月25日 「YOU」としてコミックマーケット89参加の様子を伝えられた。
    - 2017年6月26日 出演。
    - 2018年4月2日 近況が報告され、娘が赤ちゃんモデルとして活躍していることが伝えられた。

- MBSテレビ
  - 『知っとこ!』「日本で頑張る外国人LOVEジャパンベスト7」 出演

- NHK総合
  - 『東京カワイイ★TV』 2012年8月25日 「カワイイ×職人＝最強のジャパンメイドを目指せ!」 MC出演
  - 『東京カワイイ★TV』 2013年2月23日 「緊急事態発生! 新たな合体 原宿×アキバ」 MC出演

- NHK教育テレビジョン
  - 『テレビでロシア語』 第2シリーズレギュラー
  - 『ロシアゴスキー』（語り）ナレーター、レギュラー
  - 『高校講座』世界史 ロシア帝国」 他

- 日本テレビ
  - 『ネプ&イモトの世界番付』G20 ロシア担当

BS
- BS-i（現：BS-TBS）
  - 『空想共和国ニッポン』「〜ジャパニーズ・サブカルチャーの源流を探る〜」 出演、レポート

- NHK-BS
  - 『地球グッドニュース』

- BSジャパン
  - 『母国から愛の箱〜ニッポンでがんばるあの人へ〜』

CS
- アニマックス
  - 『ぶっちぎり32時間!きみも東映アニメ王 公開声優オーディション』

ケーブル
- J:COM
  - 3Dオンデマンド『交通事故鑑定人 環倫一郎』 クリスティーナ＝レイトン（2011年、Bチーム）

#### インターネットテレビ
- ニコニコ生放送
  - 岩永哲哉とジェーニャの情熱教室（2012年 - ）
  - ミリタリー女子会（2017年）

### ラジオ
- NHKラジオ第2放送
  - 『まいにちロシア語』（2013年度 - 2014年度、スキット）
  - 『NHKワールド』（ロシア語）
- NHKワールド・ラジオ日本
  - 『やさしい日本語』（2015年、レギュラー）
- エフエム東京
  - 『Daily Planet』
- J-WAVE
  - 『GOLD RUSH』
- FM-FUJI
  - 藤井アユ美のあゆゆカフェ

#### ラジオドラマ
- NHK-FM放送
  - FMシアター『エーテル』
  - 青春アドベンチャー『ツングース特命隊』

### インターネットラジオ
- 『Jenya Japan Journal』 パーソナリティ（ロシア語）
- 『Talk Hard!』 レギュラー
- 『コシカ・ウ・アコシカ』 パーソナリティ
- 『Nya〜Chu〜Raru High!』 にゃ〜ちゅ〜らるHigh!webラジオ パーソナリティ

#### YouTube
- 声優チャンバラ！ゼロアニ 第12話、第13話、第14話（2018年）
- 【VTuber】リズ先生（リズ・サリヴァン役）（2019年）
- ロシア人声優ジェーニャ出演！ロシア版 戦争大河ドラマ「タンク・ソルジャーズ」見どころ ナビゲーター役 ムービープラス（2020年）

### 舞台
- 織姫演劇団+劇団粋雅堂第二回公演 『Rozen Und Roses〜人形師ローゼンの譚〜』（2007年）
- キャンプV第1回発表公演『結婚相談所 他4本』（2011年）
- Projection Mapping+PerformanceVol.2『銀の匙-SILVER SPOON-』（2011年）
- 『7:00amは殺しの番号』（2012年）
- 『トリツカレ男』 演劇集団キャラメルボックス版（ロシア語指導のみ）
- 『La'cryma×ひよこソフト＆ONE-SHOTトーク＆ミニライブステージ』(2017年）

### イベント・ライブ
- 第2回「キングラン アニソン紅白2010 supported by スカパー!」
- 第1回国際紅白歌合戦（歌）2011.9.19
- 第2回国際紅白歌合戦（司会）2012.10.8
- 第3回国際紅白歌合戦 in 大阪(司会） 2013.8.31
- 第4階国際紅白歌合戦 in 大阪（司会）2014.11.22
- GAME SYMPHONY JAPAN in Russia 2014 ノヴォシビルスク、トムスク公演（司会、歌手）
- ROBO太presentsLIVE「GIRIGIRI-mode2015」
- GAME SYMPHONY JAPAN2015 5th CONCERT NEW YEAR SPECIAL 2015
- GAME SYMPHONY JAPAN in Russia 2015 オムスク、チェリャビンスク公演（司会、歌手）
- 第5回国際紅白歌合戦（司会　歌）2015.10.8
- 第6階国際紅白歌合戦（司会　歌）2016.10.10
- 第7回国際紅白歌合戦（司会、歌手）2017.10.9
- 第8階国際紅白歌合戦（司会　歌の出演事前インタビュー）2018.10.20
- 第9回国際紅白歌合戦（司会　歌）2019.10.27

## コラム連載
- 外国人が日本で声優になれるの？！初めまして、ジェーニャです☆彡（Ensoku.club、2014年12月2日 - ）
- 「ジェーニャと日本を楽しもう！」（国際交流マガジンGlobalcommunity、2012年November28日(Wed)

## ディスコグラフィ

### オリジナルCD
- 1stシングル「MorningStar」
- 2ndシングル「未来のワタシ」
- 3rdシングル「Doll」
- ミニアルバム「なつやすmusic」
- ドラマCD「にゃ〜ちゅ〜らるHigh」
- シングルCD＆ボイスドラマ「ねこのきもち」
- ベストアルバム「My Fight My Best」
- コミケ91「君と僕の季節」
- コミケ93「jenya in love solfege」（※下記、love solfege'のCDで歌唱を担当した13曲＋新曲1曲のアルバム）

### キャラクターソング
| 発売日         | 商品名                                                    | 歌                       | 楽曲             | 備考                                             |
| -------------- | --------------------------------------------------------- | ------------------------ | ---------------- | ------------------------------------------------ |
| 2022年11月9日  | メイド大回転/冥途の子守唄                                 | とんとことんスタッフ一同 | 「メイド大回転」 | テレビアニメ『アキバ冥途戦争』オープニングテーマ |
| 2024年10月24日 | カルドアンシェル パッケージ限定版付属サウンドトトラックCD | ミラ（ジェーニャ）       | Embrace the Sky  | ゲーム『カルドアンシェル』関連曲                 |

### 参加CD
- love solfege'

（Jenya表記）
- - 「Mignon」 歌唱、作詞（ロシア語）、ラップ（英語）
  - 「beauty of ruin」 歌唱、作詞（ロシア語）
  - 「over the surges」 歌唱、作詞（ロシア語、英語）
  - 「le blanc et noir」 作詞（英語）
  - 「La Fatalite」 歌唱、作詞（ロシア語、英語）
  - 「9つの緋色」歌唱、作詞（ロシア語、英語）、翻訳
  - 「マリアスノニウムの謝肉祭」 歌唱、作詞（ロシア語、英語）、翻訳
  - 「アクルグ解析による自由への教唆」歌唱、作詞（英語）
  - 「the note of satanism」歌唱、作詞（ロシア語）
  - 「墟律のサンプル」歌唱、作詞（英語）
  - 「蓋然性進化論I」歌唱、作詞（ロシア語）
  - 「蓋然性進化論II」歌唱、作詞（英語、日本語）
  - 「無窮動perpetuo CD」歌唱、作詞（ロシア語）
- love solfege
  - 「フタリノワタシ」 作詞（英語）
  - 「Luxury〜classical best」 歌唱
  - 「Requiem 〜best Collection II〜」歌唱、作詞（ロシア語）
  - 「Sanctus」歌唱、翻訳
- P.B.L
  - サークル サウンドロゴ
  - 「店内恋愛ドラマCD」遊園地のイベントスタッフ役、挿入歌
- 石川五恵（のぐちゆり）
  - 「Sugar & Spice」作詞
- 未音源化楽曲
  - 「some song i forgot」（PCゲーム「大正×対称アリス」OPテーマ）訳詞　
  - 「with all of my heart」（EDゲーム「大正×対称アリス」EDテーマ）歌唱、訳詞[32]

## その他
- 総理官邸 国際広報室 政府広報誌『We Are Tomodachi』2018年ロシア号【Friends of Japanコーナー】インタビュー[33]
- ロシアNST
  - 『8.16.32』 ゲーム番組パーソナリティ
  - 「ロシアゴスキー」ロシア語講座
- MONDO21
  - 『侵略放送パンドレッタ2002SPECIAL決定!オタク大賞』 国際貢献賞受賞
  - 『新・モンド総合研究所』「ロシアンオタク娘、トーキョーへ行く!」
- サイゾー
  - 2002年9、10月号 来日取材
- 朝日新聞
  - 2006年元旦号「世界で使われる日本語についての特集」
- 外務省
  - 月間ビデオニュース「ジャパンビデオトピックス」 3月号 ポッドキャスト紹介
- ANIMEGUIDE（ロシアアニメ情報誌）
  - コラム連載、日本特派員
- コミックマーケット70
  - 「公式カタログCD-ROM」 映像コンテンツ出演、ロシア取材通訳、コーディネート
- 明治乳業
  - 「明治健康ファミリー」 インタビュー
- 小学館
  - 『ブラックラグーン』（『サンデーGX』連載） ロシア文化考証
- ジェネオンエンタテインメント
  - 『BLACKLAGOON』ロシア語指導
- バンダイビジュアル、エモーション
  - 『機神大戦ギガンティック・フォーミュラ』ロシア語指導、インタビュアー
- ジャイブ
  - 『声優劇場 パプリオーン! みずはらさん』第1巻（座談会「水原薫×藤田昌代×ジェーニャ×今野隼史」）
- ビクターエンタテインメント
  - 『聖痕のクェイサー』ロシア語指導
- ガスト、ポニーキャニオン
  - 『エスカ&ロジーのアトリエ 〜黄昏の空の錬金術士〜』言語指導
  - 「ANIME＆GSJMUSICFES2017」MC&Vocal
- ハピネット
  - 『THE NEXT GENERATION -パトレイバー-』シリーズ ロシア語監修（太田莉菜演ずるカーシャにロシア語の台詞がある。「メイキング・オブ･エピソード4、8」には本人が出ている。）
- KADOKAWA/メディアファクトリー
  - 『ガールズ&パンツァー もっとらぶらぶ作戦です！』第06巻『カチューシャ日記・第二章」ロシア語監修 ガールズ&パンツァー制作委員会×弐尉マルコ  2016年

### シリーズ一覧
1. ↑  シーズン1（2014年 - 2015年）、シーズン2（2015年）
2. ↑  第1作品（2010年）、『-Converted Edition-』（2013年）

### ユニットメンバー
1. ↑  和平なごみ（近藤玲奈）、万年嵐子（佐藤利奈）、ゆめち（田中美海）、しぃぽん（黒沢ともよ）、ゾーヤ（ジェーニャ）、店長（高垣彩陽）